# Daijirō Takakuwa
Daijirō Takakuwa (jap. 高桑 大二朗, Takakuwa Daijirō; * 10. August 1973 in der Präfektur Tokio) ist ein ehemaliger japanischer Fußballspieler.

## Nationalmannschaft
2000 debütierte Takakuwa für die japanische Fußballnationalmannschaft. Mit der japanischen Nationalmannschaft qualifizierte er sich für die Asienmeisterschaft 2000.

## Errungene Titel

### Mit der Nationalmannschaft
- Asienmeisterschaft: 2000

### Mit seinen Vereinen
- J. League: 1995, 1996, 1998, 2000, 2001
- Kaiserpokal: 1997, 2000
- J. League Cup: 1997, 2000

## Persönliche Auszeichnungen
- J. League Best Eleven: 2000